# Elektroprivreda Srbije
Elektroprivreda Srbije (okrajšano EPS; polno pravno ime: Javno preduzeće Elektroprivreda Srbije Beograd) je državno elektroenergetsko podjetje s sedežem v Beogradu v Srbiji . Ustanovljena je bila leta 1991 in ima okoli 29.150 zaposlenih, s čimer je največje podjetje v državi. 
Podjetje upravlja z instalirano močjo 7.326 MW in proizvede 36.461 TWh električne energije na leto. Instalirana moč v termoelektrarnah na lignit znaša 4.390 MW, kombinirane toplotne in elektrarne na plinsko in tekoče gorivo 336 MW, hidroelektrarn pa 2.936 MW.  EPS upravlja tudi s tremi elektrarnami s skupno 461 MW moči, ki niso v lasti podjetja. 
EPS je tudi največji proizvajalec lignita v Srbiji, ki ga pridobiva v bazenih Kolubara in Kostolac, s proizvodnjo približno 37 milijonov ton na leto.

## Odvisne družbe
- EPS Distribucija Beograd[4]
- EPS Trgovanje Ljubljana

## Glavne elektrarne
- TE "Nikola Tesla A" (Obrenovac)
- TE "Nikola Tesla B" (Obrenovac)
- HE "Đerdap I" (Kladovo)
- HE "Đerdap II" (Kladovo)
- TE "Kostolac" (Kostolac)
- HE "Bajina Bašta" (Bajina Bašta)